# どうしたらいいの
「どうしたらいいの」ないし「ホワットル・アイ・ドゥ」(What'll I Do) は、アーヴィング・バーリンが1923年に書いた楽曲。
最初に歌った歌手は、グレース・ムーアとジョン・スティールで、バーリンにとって3度目のミュージック・ボックス・シアターでのレヴュー公演の遅い時期に導入され、そのまま引き続き翌年の公演にも用いられた。
歌詞の中で歌い手は、失恋の痛手から立ち直るにはどうしたらいいのか、と問いかけている。
この曲をカバーした録音として最もよく知られているものに、フランク・シナトラが1962年のアルバム『夜のバラード (All Alone)』に収録したものがある。
ネルソン・リドルは、ロバート・レッドフォードとミア・ファローが主演しアカデミー賞を受賞した1974年の映画『華麗なるギャツビー (The Great Gatsby)』において、全編を通して随所に流れるテーマとしてこの曲を用いており、また、性格俳優のウィリアム・アザートンがこの曲を歌う。
1991年の映画『夢の降る街 (The Butcher's Wife)』では、メアリー・スティーンバージェンがこの曲を歌っており、また、イギリスのシットコム『Birds of a Feather』でも使われ、主演のポーリン・クワークとリンダ・ロブソンが歌った。この曲のインストゥルメンタル・バージョンは、アメリカ合衆国のシットコム『チアーズ』の第5シーズンの最終話「I Do, Adieu」（1987年）の終幕で用いられた。

テレビドラマ『マッドメン』の第2シーズン第11話「別世界 (The Jet Set)」の終幕では、ジョニー・マティスのバージョンが使用されている。『The Golden Girls』のエピソード「Journey to the Center of Attention」（1992年）では、劇中でビア・アーサーがこの曲を歌った。
セス・マクファーレンは5枚目のアルバム『Once in a While』でこの曲を取り上げている。この曲は、2003年の映画『モナリザ・スマイル』にもフィーチャーされた。ボブ・ディランは、2015年のアルバム『シャドウズ・イン・ザ・ナイト (Shadows in the Night)』でこの曲を取り上げた。